# 夏尔·雨果
夏尔·雨果（法語：Charles Hugo，？—？），法国男子帆船运动员。他曾代表法国参加1900年夏季奥林匹克运动会帆船比赛，获得一枚银牌和一枚铜牌。